# Andrea Seculin
Andrea Seculin (né le 14 juillet 1990 à Gorizia dans le Frioul-Vénétie Julienne) est un footballeur italien évoluant au poste de gardien de but au Modène FC.

## Clubs successifs
- 2008-2013 :  AC Fiorentina
- 2008-2013 :  SS Juve Stabia (prêt)
- 2013- :  Chievo Vérone
- 2013-2014 :  AS Avellino